# Hrun, Ohtîrka
Hrun (în ucraineană Грунь) este localitatea de reședință a comunei Hrun din raionul Ohtîrka, regiunea Sumî, Ucraina.

## Demografie
Componența lingvistică a localității Hrun
     Ucraineană (97,12%)
     Rusă (2,48%)
     Alte limbi (0,1%)
Conform recensământului din 2001, majoritatea populației localității Hrun era vorbitoare de ucraineană (97,12%), existând în minoritate și vorbitori de rusă (2,48%).